# Le monstre
Le monstre (deutsch Das Monster) ist ein französischer Gruselfilm aus dem Jahr 1903 von Georges Méliès. Der Film wurde durch die Filmfirma von S. Lubin in Amerika am 15. August 1903 veröffentlicht.

## Handlung
Ein ägyptischer Prinz und ein Pharao versuchen während einer Vollmondnacht vor den Augen der Sphinx, eine verstorbene Frau wieder zum Leben zu erwecken. Dieses Unterfangen gelingt ihnen für eine kurze Zeit.

## Hintergrundinformationen
Der Film wurde im Jahr 2009 erneut im Rahmen der Cinemateca Portuguesa veröffentlicht. Er ist einer der ersten Filme, die sich mit Untoten beschäftigen. Für die Wiedererweckung des Skelettes wurde dieses mittels Fäden bewegt und durch eine echte Frau ausgetauscht. Ihr Name ist nicht bekannt.